# Kanton Savignac-les-Églises
Kanton Savignac-les-Églises (francouzsky Canton de Savignac-les-Églises) je francouzský kanton v departementu Dordogne v regionu Akvitánie. Tvoří ho 14 obcí.

## Obce kantonu
- Antonne-et-Trigonant
- Le Change
- Cornille
- Coulaures
- Cubjac
- Escoire
- Ligueux
- Mayac
- Négrondes
- Saint-Pantaly-d'Ans
- Saint-Vincent-sur-l'Isle
- Sarliac-sur-l'Isle
- Savignac-les-Églises
- Sorges